# Badesee Mindenerwald
Der Badesee Mindenerwald ist ein kleiner See auf dem Gebiet der Gemeinde Hille im ostwestfälischen Kreis Minden-Lübbecke. Namensgebend für den See ist das große Waldgebiet Staatsforst Minden/Mindenerwald, an dessen Westrand der See liegt.
Der See ist rund 180 Meter lang und zwischen 80 und 110 Meter breit. Die Wasserfläche beträgt 1,5 Hektar. Der Badesee liegt 51 Meter ü NN. 1,2 Kilometer östlich befindet sich der Weiße Hügel, ein 64 Meter hoher Moränenhügel. Der Badesee ist eine der vier offiziellen Badestellen des Kreises und von 71 des Landes Nordrhein-Westfalen. Er weist eine sehr gute Wasserqualität auf. Der See gehört zum 47 Hektar großen Naherholungsgebiet Mindener Wald und wurde als Badesee ausgebaut. Dazu wurde eine Trennschicht aus Plastik in den Untergrund eingezogen, die den See nach unten abdichtet. Die Trennschicht soll 2013 ausgetauscht werden. Der offizielle Badebetrieb findet von Mai bis Mitte September statt.
Um das Gut Mindenerwald liegen sechs weitere allerdings namenlose Seen und Teiche, die jedoch nicht als Badeseen ausgewiesen sind. Der größte von jenen liegt unmittelbar östlich der Landstraße L803 und ist mit einer Wasserfläche von rund 4,5 Hektar sogar deutlich größer als der eigentliche Badesee.